# Église Sainte-Marie de Buoux
L'église Sainte-Marie de Buoux est un édifice religieux situé sur la commune de Buoux, dans le département de Vaucluse, en France.

## Histoire
Une église est attestée à cet endroit en 1158, par une bulle papale d'Adrien IV, de style roman. Elle sera remaniée au XVIe siècle. 
L'église est inscrite au titre des monuments historiques depuis le 11 octobre 2005.

## Architecture
De style roman provençal, l'église Sainte-Marie est construite en pierre, avec trois contreforts de chaque côté. La toiture est couverte de lauzes. Le portail d'entrée est surmonté d'un oculus. Le clocher-mur comporte 2 baies, de dimensions différentes. L'abside ne comporte qu'un seul demi-cercle, couvert également en lauzes. L'église est encore entourée de son cimetière. Dans la nef, de deux travées, est disposé un autel, du XVIIe siècle, surmonté d'un arc de triomphe. À la droite de celui-ci est encore lisible une gravure en gothique. Un ancien autel, d'époque carolingienne, supporte le bénitier.

## En savoir plus